# سید ایاز
سیدایاز، روستایی از توابع بخش مرکزی شهرستان قصر شیرین در استان کرمانشاه ایران است.

## جمعیت
این روستا در دهستان نصرآباد قرار دارد و براساس سرشماری مرکز آمار ایران در سال ۱۳۸۵، جمعیت آن ۴۱۲ نفر (۱۱۲خانوار) بوده‌است.

## نهر شاویار
شاخۀ اصلی نهر شاویار از ۲ کیلومتری روستای سید ایاز آغاز می‌شود. رودخانۀ الوند در این محل وارد پیچ تندی شده و با شدت زیادی وارد کانال آب‌رسانی می‌شود.